# Jagdstaffel 1
La Jagdstaffel 1 (in tedesco: Königlich Preußische Jagdstaffel Nr 1, abbreviato in Jasta 1) era una squadriglia (staffel) da caccia della componente aerea del Deutsches Heer, l'esercito dell'Impero tedesco, durante la prima guerra mondiale (1914-1918).

## Storia
La Jagdstaffel 1 venne fondata il 22 agosto del 1916 a Bertincourt spostandosi due giorni dopo a Bertigny dove iniziò le operazioni a supporto della 1ª Armata. Fu una delle prime squadriglie da caccia ispirata dalle esperienze di Oswald Boelcke sull'organizzazione della componente aerea. La squadriglia inizialmente fu formata da piloti esperti trasferiti dalla Abwehr-Kommando-Nord (rinominato Kampfeinsitzerkommando Nord), dalla Armee-Flug-Park (AFP) 1 e da altre unità Feldfleiger Abteilung (FA) della 1ª Armata.. Il primo comandante della Jagdstaffel fu l'Hauptmann Martin Zander, un pilota esperto proveniente dal Kagohl (KG) 1, già accreditato di due vittorie aeree.
La Jasta 1 fu inizialmente equipaggiata con una ampia varietà di aeromobili tra cui i caccia Fokker D.I e Fokker D.II, Halberstadt D.III, Albatros D.I, un Fokker E.IV e successivamente Albatros D.II, Albatros D.III ed anche un Nieuport 16 catturato integro. La prima vittoria della Jasta fu messa a segno dal pilota Leopold Reimann il 24 agosto del 1916. Il successore di Zander fu l'oberleutnant Hans Kummetz della Jagdstaffel 8 che tenne il comando della squadriglia dal 18 novembre 1916 fino al 13 settembre 1917, quando la Jasta 1 lasciò la Francia per operare sul Fronte italiano con lo Jagdgruppe 14 (Jasta 1, 31 e 39), a supporto della 14ª armata.

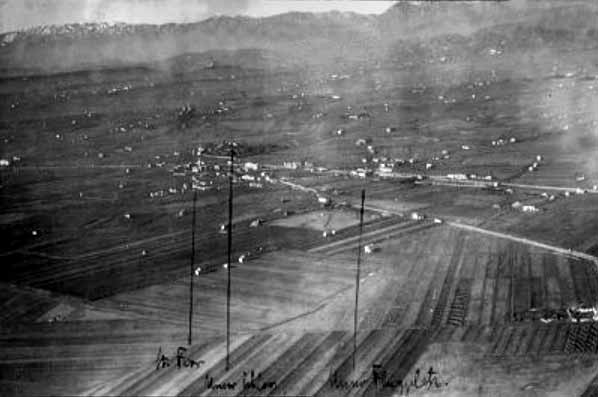
Il campo volo tedesco di San Fior, base della Jasta 1

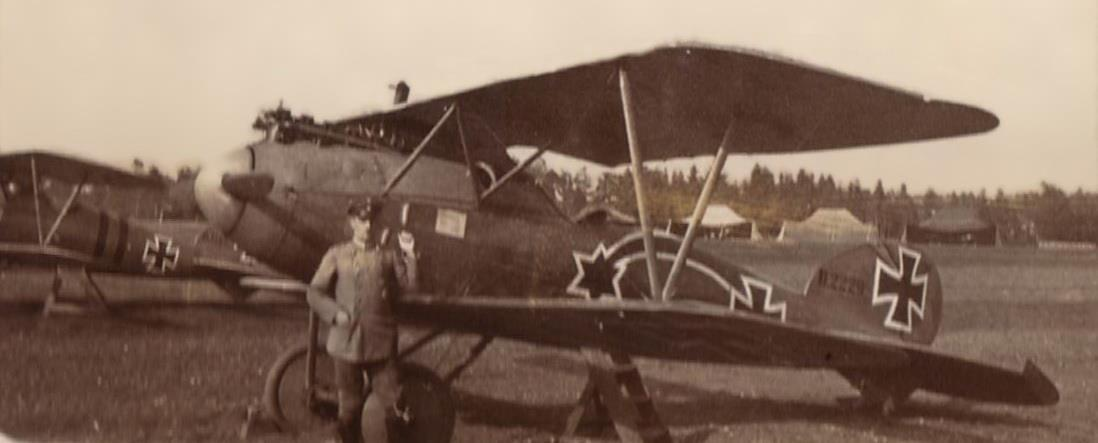
Leutnant Werner Dittman della Jasta 1, davanti al suo Albatros D.2229/17. Bled ottobre 1917

In Italia, volando principalmente con gli Albatros , la Jasta 1 si spostò successivamente sui campi di Veldes, Aeroporto di Udine-Campoformido, Aeroporto di Aviano e Fossamerlo, nel corso dei mesi di novembre e dicembre 1917. Quindi la Jasta 1 operò dalla base di San Fior fino a marzo 1918, quando la Jagdstaffel fece rientro in Francia, basata a Blaise nel settore della 3ª Armata. In giugno, la squadriglia si mosse sulla base di St. Rémy e la Maison Ferme, quindi sulle basi di Mont St. Martin con la 7ª Armata, diventando parte dello Jagdgruppe 5 nel luglio successivo insieme alle Jagdstaffel 9, 41, 45, 50 e 66.
Il Rittmeister (capitano di cavalleria) Kurt Bertram von Döring, proveniente dalla Jagdstaffel 66, fu l'ultimo Staffelführer (comandante) della Jagdstaffel 1 dal 3 settembre 1918 fino alla fine della guerra. La Jasta fu smobilitata al Flieger-Ersatz-Abteilungen (FEA) 11, sulla base di Breslau-Gandau, il 12 dicembre 1918.
Alla fine della prima guerra mondiale alla Jagdstaffel 1 vennero accreditate 107 vittorie aeree a fronte delle 138 rivendicate. Di contro, la Jasta 1 perse 12 piloti, uno fu fatto prigioniero di guerra, un pilota morì in incidente di volo e 4 furono feriti in azione.

## Lista dei comandanti della Jagdstaffel 1
Di seguito vengono riportati i nomi dei piloti che si succedettero al comando della Jagdstaffel 1.
| Grado        | Nome                    | Periodo                              |
| ------------ | ----------------------- | ------------------------------------ |
| Hauptmann    | Martin Zander           | 22 agosto 1916 - 10 novembre 1916    |
| Oberleutnant | Erich Hahn              | 10 novembre 1916 - 18 novembre 1916  |
| Oberleutnant | Hans Kummetz            | 18 novembre 1916 - 12 settembre 1917 |
| Leutnant     | Otto Deindl             | 13 settembre 1917 - 19 novembre 1917 |
| Oberleutnant | Hans Kummetz            | 20 novembre 1917 - 11 gennaio 1918   |
| Leutnant     | Armbrecht               | 12 gennaio 1918 - 19 gennaio 1918    |
| Oberleutnant | Walter Korte            | 20 gennaio 1918 - 7 marzo 1918       |
| Leutnant     | Armbrecht               | 8 marzo 1918 - 23 agosto 1918        |
| Hauptmann    | Bruno von Voigt         | 26 agosto 1918 - 3 settembre 1918    |
| Rittmeister  | Kurt-Bertram von Döring | 3 settembre 1918 - 11 novembre 1918  |

## Lista delle basi utilizzate dalla Jagdstaffel 1
- Bertincourt, 22 agosto 1916 - 22 settembre 1916
- Hermies, 23 settembre 1916 - 26 ottobre 1916
- Proville, 27 ottobre 1916 - 22 marzo 1917
- Besny-Soisy, 23 marzo 1917 - 31 marzo 1917
- Vivaise, 1 aprile 1917 - 21 settembre 1917
- Veldes(Bled), Italia,  settembre 1917 - 2 novembre 1917
- Campoformido, Italia,  3 novembre 1917 - 10 novembre 1917
- Aviano, Italia,  11 novembre 1917 - 15 novembre 1917
- Fossamerlo di San Vendemiano, Italia,  16 novembre 1917 - 22 dicembre 1917
- San Fior, Italia,  23 dicembre 1917 - 13 marzo 1918
- Blaise, marzo 1918 - 30 maggio 1918
- St. Rémy West, 31 maggio 1918 - 7 giugno 1918
- Maison Ferme, 8 giugno 1918 - 12 giugno 1918
- Mont St. Martin, 13 giugno 1918 - 26 giugno 1918
- Magneuse-Villette, 27 giugno 1918 - 10 luglio 1918
- Fonfry, 11 luglio 1918 - 19 luglio 1918
- Bazoches, 20 luglio 1918 - 26 luglio 1918
- Maizy, 27 luglio 1918 - 31 luglio 1918
- Sissone, 1 agosto 1918 - 12 agosto 1918
- Emerchicourt, 13 agosto 1918 - 24 agosto 1918
- Roucourt, 25 agosto 1918 - 1 settembre 1918
- Erre-Somain, 2 settembre 1918 - 26 settembre 1918
- Helesmes-Denain, 27 settembre 1918 - 11 ottobre 1918
- Ghlin Mons, 12 ottobre 1918 - 17 ottobre 1918
- Castern, 18 ottobre 1918 - 9 novembre 1918
- Wavre, 10 novembre 1918 - 11 novembre 1918

## Lista degli assi che hanno prestato servizio nella Jagdstaffel 1
Di seguito vengono elencati i nomi dei piloti che hanno prestato servizio nella Jagdstaffel 1 con il numero di vittorie conseguite durante il servizio nella squadriglia e riportando tra parentesi il numero di vittorie aeree totali conseguite.
| Asso                    | Vittorie |
| ----------------------- | -------- |
| Hans von Keudell        | 11 (12)  |
| Hans Kummetz            | 7        |
| Paul Bona               | 6        |
| Georg Staudacher        | 6        |
| Kurt Wintgens           | 6 (19)   |
| Raven von Barnekow      | 6 (11)   |
| Gustav Borm             | 5        |
| Wilhelm Cymera          | 5        |
| Herbert Schröder        | 5        |
| Hans von Freden         | 4 (16)   |
| Gustav Leffers          | 4 (9)    |
| Martin Zander           | 3 (5)    |
| Kurt-Bertram von Döring | 2 (11)   |
| Erich Hahn              | 1 (6)    |
| Walter Höhndorf         | 1 (12)   |
| Karl Jentsch            | 1 (7)    |
| Franz Ray               | 1 (17)   |
| Leopold Reimann         | 1 (5)    |

## Lista degli aerei utilizzati dalla Jagdstaffel 1
- Fokker E.IV
- Fokker D.I
- Halberstadt D.III
- Albatros D.I
- Albatros D.II
- Albatros D.III